# A Száműzött
A Száműzött je hudební album skupiny Kárpátia. Vydáno bylo v roce 2013.

## Seznam skladeb
1. A száműzött
2. Busó rege
3. Otthon vagyok
4. Egy szökött hadifogoly éneke
5. Vendégség
6. Góg és Magóg
7. Segíts emlékeznem
8. Gárda induló
9. Hej tulipán
10. Hintaló
11. Vallomás
12. Légiós dal
13. Az utolsó szó jogán